# Carles Benítez i Baudés
Carles Benítez i Baudés (l'Hospitalet de Llobregat, 1956) és llicenciat en periodisme i treballador documentalista. Des de 2004 és el principal promotor del diari web Llibertat.cat i un conegut activista polític independentista català.
Fou militant als Comitès de Solidaritat amb els Patriotes Catalans (CSPC), ha format part del PSAN; del partit Independentista dels Països Catalans (IPC) i de l'MDT, i membre actiu en el moviment ecologista del Baix Llobregat. El novembre de 1982 va ser detingut i empresonat, acusat de militar a Terra Lliure. Un cop en llibertat, el gener de 1985 va haver de fugir de nou i refugiar-se a la Catalunya Nord i es va convertir en un dels dirigents de l'organització armada fins a la detenció de 1989. Encara, arran de les detencions de 1992, va haver d'escapolir-se de nou i declarar davant l'Audiència Nacional espanyola.
És coautor de la Història de l'independentisme (1979-1994), junt a David Bassa, Carles Castellanos i Raimon Soler, publicat a Llibres de l'Índex, 1994; i de Terra Lliure: punt de partida. Una biografia autoritzada (1979-1995), editat per Edicions del 1979.